# Argyra subarctica
Argyra subarctica är en tvåvingeart som beskrevs av Ringdahl 1920. Argyra subarctica ingår i släktet Argyra och familjen styltflugor. Arten är reproducerande i Sverige. Inga underarter finns listade i Catalogue of Life.